# St.月桂寺HighSchool
St.月桂寺High School（セントげっけいじハイスクール）は、1987年10月8日から1988年3月17日までフジテレビの『桃色学園都市宣言!!』の木曜日の枠にて放送されたドラマおよびバラエティ番組である。
主演は光GENJIの内海光司・大沢樹生。フジテレビでは17:00から18:00までの放送だった。

## 概要
舞台は全寮制のミッション系高校で主演の二人が活躍する。

## 出演
- 内海光司：高校生のコージ役
- 大沢樹生：高校生のミキオ役
- なぎら健壱：既婚者の同級生役
- ベンガル：教頭役
- サンプラザ中野：国語教師役
- 森雅裕（THE CHAPPYS）：高校生のチャッピー役